# 东干木遗址
东干木遗址，位于中国青海省同仁县麻巴乡东干木村，为第四批青海省文物保护单位，公布日期为1986年5月27日，类型为古遗址。
东干木遗址的历史年代为卡约文化。